# Г'юстоне, у нас проблема
«Г'юстоне, у нас проблема» (англ. Houston, we have a problem) — популярна цитата з діалогу між астронавтами космічного корабля «Аполлон-13» Джоном Свайгертом, Джимом Ловеллом і Центром управління місією НАСА («Г'юстон») під час космічного польоту «Аполлона-13» у 1970 році. Діалог відбувався, коли астронавти виявили вибух, який пошкодив їхній космічний корабель, унеможлививши виконання місії. Насправді репліка, вимовлена Свайгертом, звучала: «Добре, Г'юстоне, у нас тут сталася проблема». Після того, як космічний комунікатор (CAPCOM) Джек Р. Лусма попросив повторити радіопередачу, Ловелл відповів: «Ах, Г'юстоне, у нас сталася проблема».
Фраза неофіційно використовується для опису виникнення непередбаченої проблеми. В оригіналі вона описує минулий час (укр. …у нас тут сталася проблема, англ. …we've had a problem here), але в популярній версії стосується теперішнього (укр. …у нас проблема, англ. …we have a problem).

## Повідомлення
У журналі польотів «Аполлона-13» вказано часові позначки та репліки між астронавтами та управлінням польотів:
055:55:19 Свайгерт: Добре, Г'юстоне…
055:55:19 Ловелл: …Г'юстоне…
055:55:20 Свайгерт: …у нас тут сталася проблема. [Пауза.]
055:55:26 Феннер (офіцер з наведення на Землі): [звертається до підрозділів Центру управління] Польоти, Наведення.
055:55:27 Кранц (керівник польоту на Землі): Давайте до Наведення.
055:55:28 Лусма: Це Г'юстон. Скажіть ще раз, будь ласка.
055:55:28 Феннер: У нас автоматичний перезапуск. Я не знаю, що це було.
055:55:30 Кранц: Добре. GNC (офіцер з наведення, навігації та керування), хочете поглянути на це? Подивіться, може бачите якісь проблеми?
055:55:35 Ловелл: [нечітко.] Ах, Г'юстоне, у нас сталася проблема. У нас було падіння напруги в основній Бі-шині.
У розділі 13 книги «Експедиція Аполлона на Місяць» (1975) Джим Ловелл згадує цю подію: «Джон Свайгерт побачив попереджувальну лампочку, яка сигналізувала про вибух, і сказав: „Г'юстоне, у нас тут проблема“. Я наблизився та сказав на Землю, що це було падіння напруги в основній Бі-шині. Це було 13 квітня о 21:08 годині».

## У популярній культурі
Фразу «Г'юстоне, у нас проблема» популяризував фільм «Аполлон-13» (1995). Хоча він доволі точно описує політ космічного корабля, сценаристи зробили оригінал чіткішим, щоб отримати драматичний ефект. Фраза посіла 50-е місце у переліку 100 найвідоміших цитат з американських фільмів за 100 років за версією AFI 2005 року.